# 厄希嫩湖

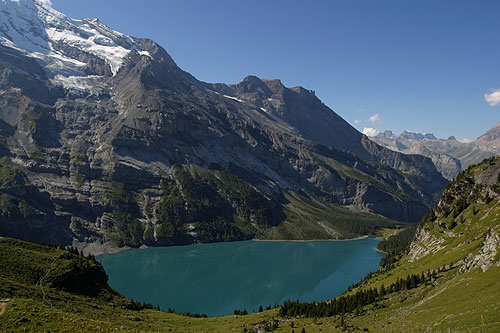

46°29′54″N 07°43′37″E / 46.49833°N 7.72694°E
厄希嫩湖（德語：Oeschinensee）是瑞士的湖泊，位於該國西部伯恩州，長1.6公里、寬1公里，面積1.11平方公里，集水區面積22平方公里，海拔高度1,578米，平均水深34米，最大水深56米。

## 外部連結
- Oeschinen Lake